# Saint-Hilaire-de-Clisson

Saint-Hilaire-de-Clisson este o comună în departamentul Loire-Atlantique, Franța. În 2009 avea o populație de 1,973 de locuitori.